# Adoxa
Adoxa é um género de plantas com flor pertencente à família Adoxaceae que agrupa três espécies de pequenas plantas herbáceas perenes das regiões temperadas e frias do Hemisfério Norte.

## Sistemática
O género Adoxa L. (sin.: Moscatella Adans., Moschatellina Mill., Tetradoxa C.Y.Wu), inclui as seguintes espécies:
- Adoxa moschatellina L. — com distribuição Eurásia e América do Norte.
- Adoxa omeiensis H.Hara (sin.: Tetradoxa omeiensis (Hara) C.Y.Wu) — um endemismo da região situada a aproximadamente 2300 m altitude em Emei Shan e Ya’an na província chinesa de Sichuan.
- Adoxa xizangensis G.Yao — ocorre a altitudes entre 3400 e 3900 m nas províncias chinesas de Sichuan, Yunnan e Xizang.